# 에두아르도 프레이 몬탈바
에두아르도 프레이 몬탈바(스페인어: Eduardo Frei Montalva, 1911년 1월 16일~1982년 1월 22일)는 스위스계 칠레인 정치인으로 1964년부터 1970년까지 칠레의 대통령을 지냈다. 그의 장남 에두아르도 프레이 루이스 타글레 또한 1994년부터 2000년까지 칠레의 대통령을 지냈다. 2009년 칠레 법원은 그가 위 수술 후 패혈성 쇼크에 의해 사망한 것이 아니라 독극물에 의해 암살 당했다고 발표했다.

## 젊은 시절
에두아르도 프레이 몬탈바는 1911년 1월 16일에 산티아고에서 오스트리아 출신의 스위스계 독일인 에두아르도 프레이 슐린츠와 빅토리아 몬탈바 마르티네스의 아들로 태어났다. 1914년에 그의 가족은 론투에 (Lontué)로 이사왔으며, 그곳에서 그의 아버지는 포도원의 회계원으로 일했다. 이어서, 그의 형제, 아르투로와 이레네가 태어났다. 그는 론투에 공립학교 (Escuela Pública de Lontué)에 다녔다.
1919년에 그의 가족은 산티아고로 돌아왔으며 청년이 된 에두아르도는 1922년까지《Seminario Conciliar de Santiago》공립 학교에 다녔다. 1923년에 그는 《Instituto de Humanidades Luis Campino》에 입학하여 1928년에 17살의 나이로 학교를 졸업하였다.
1929년에 18살의 나이로 칠레 로마 교황청 대학교 법대에 입학했다. 2년 동안, 그는 그의 친구 알프레도 루이스 타글레의 동생 마리아와 만나곤 했다. 1933년에 변호사가 되어 학교를 졸업하였다. 그는 마리아와 결혼하여 7 명의 아이를 두었다. 그의 장남 에두아르도 프레이 루이스 타글레는 1994년에서 2000년까지 칠레의 대통령으로 재임하였다.

## 역대 선거 결과
| 선거명      | 직책명        | 대수 | 정당         | 득표율 | 득표수      | 결과 | 당락             |
| ----------- | ------------- | ---- | ------------ | ------ | ----------- | ---- | ---------------- |
| 1964년 선거 | 칠레의 대통령 | 31대 | 기독교민주당 | 56.09% | 1,409,012표 | 1위  | 칠레 대통령 당선 |